# Brian Kilby
Brian Leonard Kilby, né le 26 février 1938 à Coventry et mort le 30 juin 2024, est un athlète britannique, spécialiste du marathon dans les années 1960.

## Biographie
Il se classe 29e de l'épreuve du marathon lors des Jeux olympiques de 1960, à Rome.
En 1962, Brian Kilby remporte la médaille d'or des championnats d'Europe de Belgrade, en Yougoslavie, dans le temps de 2 h 23 min 18 s, devant le Belge Aurèle Vandendriessche et le Soviétique Viktor Baikov. Lors de cette même saison, il s'adjuge le titre du marathon des Jeux de l'Empire britannique et du Commonwealth, à Perth en Australie.
Il établit la meilleure performance de sa carrière sur marathon le 6 juillet 1963 à Port Talbot en 2 h 14 min 43 s. 
En 1964, il se classe quatrième des Jeux olympiques, à Tokyo, derrière Abebe Bikila, Basil Heatley et Kokichi Tsuburaya, en 2 h 17 min 2 s. 

### Palmarès
| Date | Compétition                                     | Lieu     | Résultat | Épreuve  | Performance   |
| ---- | ----------------------------------------------- | -------- | -------- | -------- | ------------- |
| 1962 | Championnats d'Europe                           | Belgrade | 1er      | Marathon | 2 min 23 s 18 |
| 1962 | Jeux de l'Empire britannique et du Commonwealth | Perth    | 1er      | Marathon | 2 min 21 s 17 |
| 1964 | Jeux olympiques                                 | Tokyo    | 4e       | Marathon | 2 min 17 s 02 |

### Records
| Épreuve  | Performance     | Lieu        | Date        |
| -------- | --------------- | ----------- | ----------- |
| Marathon | 2 h 14 min 43 s | Port Talbot | 6 juin 1963 |